# Albufeira Zhelin
A albufeira Zhelin é uma albufeira localizada entre os municípios de Yongxiu, Wuning e Xiushui, na República Popular da China. Todos estes três municípios pertencem a Jiujiang, uma metrópole da província de Jiangxi. Geograficamente está localizado a cerca de 40 km a norte de Nanchang e 90 km a sul do Monte Lu (Lushan). É o maior lago artificial da província de Jiangxi com capacidade de armazenamento de cerca de 7 920 000 000 m3 de água.
Embora a barragem esteja localizada em uma área de baixa atividade sísmica, após a construção do Reservatório Zhelin a atividade sísmica na área aumentou consideravelmente.
O reality show americano Survivor gravou sua décima-quinta temporada, Survivor: China, nas ilhas localizadas na albufeira entre junho e agosto de 2007. O apresentador do programa, Jeff Probst, relatou que este foi o primeiro programa de televisão americano a ser gravado inteiramente em território chinês.